# Белангревил (Калвадос)
Белангревил (фр. Bellengreville) насеље је и општина у северној Француској у региону Доња Нормандија, у департману Калвадос која припада префектури Кан.
По подацима из 2011. године у општини је живело 1579 становника, а густина насељености је износила 155,57 становника/km². Општина се простире на површини од 10,15 km². Налази се на средњој надморској висини од 70 метара (максималној 73 m, а минималној 6 m).

## Демографија
| 1962. | 1968. | 1975. | 1982. | 1990. | 1999. | 2011. |
| ----- | ----- | ----- | ----- | ----- | ----- | ----- |
| 482   | 511   | 498   | 780   | 1.391 | 1.412 | 1.579 |

График промене броја становника у току последњих година